# Rivière Saint-Cyr (rivière des Outaouais)
Pour les articles homonymes, voir Saint-Cyr.
La rivière Saint-Cyr est un tributaire de la rive est de la rivière des Outaouais. La rivière Saint-Cyr coule dans la municipalité Rapides-des-Joachims, puis de Sheenboro, dans la municipalité régionale de comté (MRC) Pontiac, dans la région administrative de Outaouais, au Québec, au Canada.

## Géographie

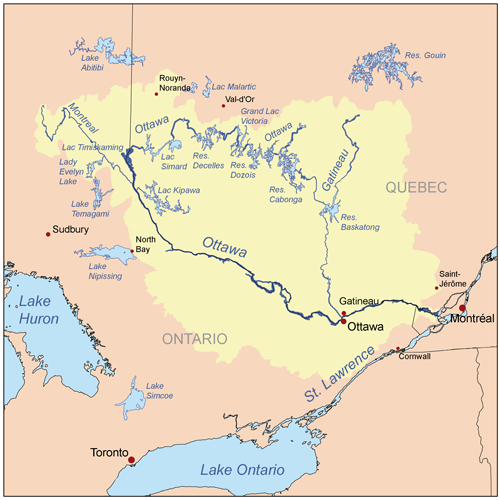
Bassin hydrographique de la rivière des Outaouais.

Les bassins versants voisins de la rivière Saint-Cyr sont :
- côté nord : rivière Poussière, lac Dontenwill, lac Bronson ;
- côté est : rivière Boom, ruisseau Marie-Jeanne ;
- côté sud : rivière des Outaouais ;
- côté ouest : ruisseau Penniseault.

Le lac la Truite (longueur : 2,4 km ; altitude : 355 m) constitue le plan d'eau de tête de la rivière Saint-Cyr.
À partir du lac la Truite, la rivière Saint-Cyr coule sur :
- 2,6 km vers le sud-ouest, jusqu'à la décharge (venant du nord-ouest) du lac Fontaine (altitude : 314 m) ;
- 2,0 km vers le sud, jusqu'à la décharge (venant de l'est) du lac Nuage (altitude : 312 m) ;
- 3,3 km vers le sud-ouest, jusqu'à la décharge (venant de l'ouest) du lac Braun (altitude : 300 m) ;
- 2,2 km vers le sud, jusqu'à la décharge (venant du nord-ouest) du lac Bory (altitude : 288 m) ;
- 360 m vers le sud, jusqu'à l'embouchure de la décharge (venant du sud-est) du lac Sérien (altitude : 267 m ;
- 2,5 km vers le sud-ouest, jusqu'à la décharge (venant du nord) du lac Bonpland (altitude : 301 m) ;
- 2,3 km vers le sud, jusqu'à la rive nord du lac Aberdeen ;
- 1,2 km en traversant vers le sud le lac Aberdeen (longueur : 0,4 km ; altitude : 212 m) ;
- 5,0 km vers le sud, jusqu'à l'embouchure de la rivière Boom (venant du nord) lequel draine notamment le lac de la Touche (altitude : 168 m) ;
- 1,0 km vers le sud-est en traversant des rapides, jusqu'à la décharge (venant du nord-est) du lac Walls (altitude : 190 m) et du lac des Amis (altitude : 274 m) ;
- 2,6 km (ou 1,4 km en ligne directe) vers le sud en passant à l'ouest de la Réserve éconologique James-Little et en zigzaguant jusqu'à l'embouchure.

La rivière Saint-Cyr est un affluent de la rive nord-est de la rivière des Outaouais. L'embouchure de la rivière Saint-Cyr est situé presque en face de l'embouchure du ruisseau Tee (Tee Creek - Ontario), à 4,1 km en aval de Rapides-des-Joachims et à 1,1 km en aval de Point Stewart (Ontario).

## Toponymie
L'ancienne appellation de la rivière était ruisseau Boom West, par opposition à la branche est désignée ruisseau Boom dans ce bassin versant.
Le toponyme rivière Saint-Cyr a été officialisé le 5 décembre 1968 à la Commission de toponymie du Québec.